# 夏云生
夏云生（1978年4月—），中国致公党党员，享受国务院政府特殊津贴专家，安徽师范大学教授。

## 生平
2000年本科毕业于青岛科技大学，同年进入安徽师范大学任教。2007年于安徽师范大学获硕士学位，2011年于中国科学院国家纳米科学中心获博士学位。2012年晋升教授，2021年晋升二级教授。

## 学术贡献
主要从事纳米超结构设计、电荷/能量输运机理及其生物传感与成像研究。主持国家优秀青年基金、国家自然科学面上项目等科研项目多项。在J. Am. Chem. Soc.、Angew. Chem. Int. Ed.等期刊发表论文60余篇。

## 社会兼职
《中国化学快报》、《高等学校化学学报》青年编委，《Frontiers in Chemistry》副主编。

## 奖励与荣誉
- 2017年，获安徽省先进工作者称号[4]
- 2018年，获国家自然科学二等奖（第四完成人）[5]
- 2021年，获安徽省自然科学一等奖（第一完成人）[6]
- 2024年，获国务院政府特殊津贴[7]